# Helophorus oregonus
Helophorus oregonus är en skalbaggsart som beskrevs av Mccorkle 1965. Helophorus oregonus ingår i släktet Helophorus och familjen halsrandbaggar. Inga underarter finns listade i Catalogue of Life.